# Dante Carnesecchi
Dante Carnesecchi (Vezzano Ligure, 12 marzo 1892 – La Spezia, 29 marzo 1921) è stato un anarchico italiano.

## Il futurismo di sinistra
Dante lega il suo nome a quello di Renzo Novatore, Auro d'Arcola, Giovanni Governato ed al movimento dei futuristi di sinistra, del quale fecero parte anche donne come Gianna Manzini e Leda Rafanelli. Questi personaggi intrecciano le proprie vite con la storia del movimento operaio, del movimento anarchico e del futurismo di sinistra nello spezzino; infatti legato a questi ultimi vi era un combattente anarchico di gran caratura, Pasquale Binazzi, fondatore e "direttore" del settimanale "Il Libertario" e fra i capi dei moti rivoluzionari nella Lunigiana del 1894.
Per inquadrare ulteriormente gli aderenti a questa ideologia può essere interessante riportare un'affermazione di Antonio Gramsci:
La posizione di Antonio Gramsci in merito fu comunque più articolata e da parte sua non mancarono pesanti critiche verso molti nomi di spicco del futurismo, fra cui diversi fondatori del movimento, quando questi entrarono nei ranghi del fascismo. La comprensione dell'importanza e della complessità  del movimento che ebbe Gramsci è comunque esemplificata, fra l'altro, dal suo tentativo di entrare in contatto con Gabriele D'Annunzio durante l'Impresa di Fiume.
Gli anni 1919-1920 vanno sotto il nome di biennio rosso: in quel periodo molti lavoratori anelavano a "fare come in Russia" e percepivano la rivoluzione anche in Italia a portata di mano.
In tale periodo va inquadrato un progetto rivoluzionario degli anarchici spezzini che la storia ufficiale non ha mai raccontato compiutamente e traspare con maggiore chiarezza dalla recente storiografia sugli Arditi del Popolo e sull'Impresa di Fiume e da studi di storici specializzati nel periodo di indirizzo.
Le conseguenze che ne potevano derivare avrebbero potuto, probabilmente, cambiare il corso della storia italiana collegando gli avvenimenti legati alle vicende di Dante e dei suoi compagni alle rivolte di reparti militari del periodo ed alle immediatamente successive e/o contemporanee formazioni di difesa proletaria.

## Discendenza
Dante è membro della famiglia Carnesecchi, e vi è la possibilità possa discendere dalla stessa famiglia alla quale appartenne l'importante eretico italiano Pietro Carnesecchi, citato anche nel discorso di Pietro Gori dal titolo i rettili neri.
In una particolare vocazione libertaria i Carnesecchi annoverano inoltre diversi seguaci del Savonarola quali Giovanni di Lionardo Carnesecchi,Giovanni di Simone Carnesecchi,  Zanobi di Francesco Carnesecchi ed anche quel Lorenzo Carnesecchi, che fu uno degli eroici commissari che fino all'ultimo difesero l'agonizzante Repubblica fiorentina e che fu pure l'uomo che pose una taglia sulla testa del Papa in quel momento nemico della libertà di Firenze.

## Biografia
(Renzo Novatore in un articolo del 7 ottobre 1920 sul giornale Il Libertario)
È probabile che la militanza di Dante Carnesecchi inizi assai presto; nel maggio 1913, a 21 anni, sbarca a New York insieme all'amico Giovanni Lombardi, ambedue sono diretti a Pueblo da Cesare Vegnuti, cugino del Lombardi (il Vegnuti muore nell'ottobre di quell'anno nel disastro minerario di Dawson). È quindi ipotizzabile la sua presenza già nella rivolta dei minatori in Colorado.
In Italia tornerà solo nell'autunno del 1915, a guerra in corso, portando con sé un fucile automatico ed una chitarra. Subito inviato al fronte, riuscirà a farsi esonerare nell'aprile del 1916 simulando attacchi epilettici.
È probabile che subito dopo entri a lavorare nella fabbrica d'armi Vickers Terni (La spezia) dove è sicuramente nel tempo rimanente della guerra.
All'inizio del XX secolo alla Spezia le file degli anarchici erano numerose e tra esse spiccavano gli anarchici individualisti: tra questi, assieme al Carnesecchi (un gigante dell'azione a detta dei compagni), alcuni elementi al limite del leggendario come Abele Ricieri Ferrari, (conosciuto come Renzo Novatore, l'uomo che scriveva come un angelo e combatteva come un demonio) e Tintino Persio Rasi (alias Auro d'Arcola).
La storia del giovane anarchico può essere raccontata a partire da alcuni articoli tratti da giornali e periodici dell'epoca:
(Auro d'Arcola, da L'adunata dei refrattari. I nostri caduti: Dante Carnesecchi dell'11 maggio 1929)
Agli inizi del 1919 Dante, proprietario di diversi terreni sulla collina di Vezzano Ligure (La Spezia), nasconde nella sua campagna Renzo Novatore che era stato condannato a morte per diserzione.
Continua a lavorare come carpentiere nella Vickers Terni.
Nei giorni 11 e 12 giugno La Spezia è teatro di grandi tumulti in cui Dante e i suoi compagni hanno un ruolo di primo piano.
Il 13 giugno 1919 è nel gruppo anarchico protagonista del tragico comizio di Santo Stefano Magra (La Spezia) in cui muore un carabiniere.
«Mentre il Carnesecchi avanzatosi verso il Blanc minacciosamente gesticolando gli gridava: Ma chi è lei un prefetto, un viceprefetto? Lei è nulla, vada via. Autorità più non ve ne sono, comandiamo noi. Vogliamo fare quello che abbiamo fatto a Spezia, trovasi al fianco sinistro del vicebrigadiere il Picchioni ed a fianco del carabiniere Vannini il Bellotti, echeggiarono quasi contemporaneamente quattro colpi di rivoltella ed i due militi caddero mortalmente feriti.»
È latitante fino al gennaio 1920 quando viene assolto dall'accusa di omicidio.
Dante partecipa (secondo alcune fonti lo guida) il 4 giugno 1920 all'assalto della polveriera di Vallegrande (La Spezia), fu un assalto compiuto di sorpresa nel tentativo di mettere le mani sull'ingente quantità di armi ed esplosivi in essa custoditi. In quei tempi La Spezia era una roccaforte militare di primaria importanza. L'assalto venne condotto con la probabile connivenza di parte delle truppe di mare. Probabilmente questo assalto era parte di un piano assai più vasto che prevedeva una volta presa la polveriera l'ammutinamento delle truppe di mare sulle navi alla fonda nel golfo e la contemporanea rivolta degli operai nelle fabbriche.
Fallito il tentativo, molto probabilmente continua ad aggirarsi per le colline che dominano il golfo con una quindicina di compagni formando un piccolo gruppo armato.
Ancora latitante partecipa attivamente all'occupazione delle fabbriche nel settembre 1920
Il 28 settembre 1920 viene catturato:
«...Ora nel primo rastrellamento di delinquenti sociali fatto nei dintorni di Spezia, per ordine di Giolitti, Olivetti, e D'Aragona, è stato arrestato anche lui. « In una brillante operazione» fatta da cento e più carabinieri del re guidati da un loro ufficiale hanno invaso la sua casa e lo hanno catturato. La stampa merdosa della borghesia idiota e democratica, liberale e monarchica, ne ha dato l'annuncio trionfale ricamandolo di particolari talmente foschi da fare invidia ad uno di quei ripugnanti romanzi che solo quella carogna di Carolina Invernizio, buon' anima, sapeva scrivere. Naturalmente tutto ciò che si è scritto su di lui è falso come è falsa e bugiarda l'anima fangosa e putrida d'ogni miserabile giornalista venduto. Per amore della verità dobbiamo dire (a costo di disonorarlo) che non è pur vero che sia pregiudicato.
È giovane. Ama intensamente la libertà e la vita. Lo vogliamo fuori!
Anarchici individualisti a noi!
Renzo Novatore
Nel marzo del 1921 viene nuovamente rilasciato:
Durante il periodo dell'immediato dopoguerra, il territorio del circondario di Spezia fu particolare teatro d'una serie incessante di attentati anarchici contro le proprietà, le polveriere, le caserme le autorità, le reti ferroviarie e telegrafiche. Ingenti patrimoni appartenenti allo stato ed ai privati andarono distrutti; numerosi carabinieri ed agenti della forza pubblica perirono sotto la folgore della rivolta; il prestigio dell'autorità affogava nel ridicolo; i rivoltosi rimanevano ignoti, malgrado i numerosi arresti a casaccio. Il sospetto dell'autorità cadeva sul gruppo d'audaci che scuoteva le basi dell'ordine e della sicurezza borghese. E più del sospetto avevano la certezza che il Carnesecchi
fosse tra questi, se non l'anima certamente il più temibile. Ma egli era un giovane senza precedenti giudiziari: Un incensurato che non lasciava traccia delle sue colpe. Si tentò, tuttavia, più volte d'incolparlo. Invano. La polizia si accaniva ad arrestarlo. La magistratura mancava d'ogni prova perfino indiziaria per procedere. E non tardava a rilasciarlo in libertà. Non rimaneva che sopprimerlo..(Auro d'Arcola: L'adunata dei refrattari)
Da alcune cronache dell'epoca, quali quelle sotto riportate, può essere estratta la dinamica della sua morte: nella serata del 27 marzo 1921, giorno di Pasqua, Dante Carnesecchi uscì dalla sua casa in compagnia dello zio e di un amico e trovò ad attenderlo un gruppo di carabinieri in borghese.
La notte scorsa i carabinieri lo trovarono al Termo d'Arcola insieme a due suoi compagni e lo fermarono. Il Carnesecchi estratto rapidamente il pugnale tentò di colpire e liberarsi: al suo tentativo rispose un colpo di rivoltella che lo ferì a morte. I suoi due compagni si dileguarono rapidamente nella oscurità inseguiti da altri colpi di rivoltella che pare abbiano raggiunto il segno e colpito uno dei fuggenti perché sono state trovate sulla direzione della loro fuga larghe tracce di sangue. Dal luogo del conflitto venne chiamata telefonicamente la P.A. che accorse rapida, come è consuetudine sua, e raccolse il Carnesecchi agonizzante. Infatti costui mentre la lettiga giunse all'ospedale spirò.»
(da un articolo del decimonono del 30 marzo 1921)
Il 29 marzo 1921 la mamma di Carnesecchi smentisce la versione dell'accaduto, diffusa da "Il Tirreno" e da altri giornali conservatorì.
Lettera della madre di Carnesecchi.
Avendo il Tirreno e tutti i giornali quotidiani dato sul fatto una versione falsa, la madre ha indirizzato ai suddetti la seguente lettera:
Termo d'Arcola 29-3-21
Egreg. Sig. Direttore del giornale « Il Tirreno»
Ad aumentare il grande strazio che provo con la barbara uccisione del mio caro figlio Dante Carnesecchi, si aggiunge la versione falsa che viene data dai giornali, compreso quello da lei diretto, versione certo ispirata dai responsabili dell'eccidio. Ecco come si è svolto il fatto secondo testimonianze di persone serie degne in tutto e per tutto di fede I carabinieri della stazione del Limone con alla testa il brigadiere vestiti in borghese e che già si erano fermati in vari luoghi tenendo ovunque un contegno provocante, incontrarono verso le 23,30 del giorno di Pasqua mio figlio, suo zio ed un altro onesto cittadino in vicinanza della mia abitazione, dove mio figlio era uscito per accompagnare lo zio verso casa. I carabinieri intimarono loro di fermarsi e di alzare le braccia: "Mio figlio e gli altri obbedirono chiedendo a quei sette chi fossero. Rispose il brigadiere qualificandosi e mio figlio declínò allora il suo nome. A questo punto il brigadiere, saputo che davanti aveva mìo figlio, gli vibrò uno schiaffo e tutti i carabinieri incominciarono a colpire con nerbate e pugnalate i tre disgraziati, i quali tentarono di salvarsi con la fuga. Mio figlio venne travolto e gettato a terra dove fu colpíto da vari colpi di rivoltella e dì fucile. Non aggiungo altri particolari di questo assassinio feroce perché mi serviranno per la mia costituzione di parte civile. È pure falso che mio figlio fosse colpito da mandato di cattura. Egli prosciolto da ogni accusa dedicava tutto il suo affetto e la squisita gentilezza dell'animo suo a me e a tutta la famiglia, che inconsolabile ne piange oggi la perdita e invoca dalla Giustizia la punizione dei suoi assassini- Grazie anticipate della pubblicazione.
Lucia Carnesecchi
La sera del 27 marzo, alla stazione di Termo d'Arcola, una squadra di carabinieri vestiti in borghese, usciti fuori dalla nuova caserma messa alla vicina Limone non sappiamo il perché, partirono in numero di dieci, bene armati di fucili americani e di pugnali, e bene innaffiati di vino, al canto di "Bandiera rossa " s'avviarono in cerca della vittima da tempo predestinata: Dante Carnesecchi, l'anarchico spauracchio, uscito da pochi giorni dalle carceri di Sarzana ove era stato parecchi mesi in attesa del processo che poi non venne... Egli stava in quell'ora, in casa sua, suonando la chitarra in compagnia di uno zio violoncellista. Accostatisi a casa sua i dieci manigoldi vi s'appiattarono e al momento opportuno, cioè quando il buon Dante uscito da casa sua s'accingeva ad accompagnare lo zio all'abitazione di lui, sbucarono fuori con i fucili spianati e perquisirono quelle loro due prede. Vistele disarmate incominciarono "la funzione". Terribili colpi di nervo colpirono il nostro compagno alla faccia; egli si difese come poté colla chitarra che teneva in mano, ma questa ben presto andò in frantumi ed egli con un gesto disperato (aveva la faccia letteralmente spaccata dai nervi ferrati) riuscì a divincolarsi e a fuggire. Non aveva fatto ancora dieci passi che una raffica di colpi l'atterrò. Appena a terra gli furono sopra e gli vibrarono trenta pugnalate. Poi col calcio dei fucili gli spaccarono la testa. L'assassinio fu compiuto con tanta malvagità e tanta brutalità impossibili a concepirsi. Lo derubarono di tutto e poscia minacciarono di morte (vigliacchi, ormai egli era già in agonia!) anche i militi della Pubblica Assistenza che andarono per portarlo via. Un milite piangente nel caricarlo sulla barella gli disse: "Coraggio Dante". Ed egli, col filo di voce che ancora gli rimaneva: " Sono episodi della vita... Non è niente... Datemi dell'acqua... Muoio". Il brigadiere sempre col pugnale in mano urlo' infuriato: "Ah vigliacco! Vivi sempre. Sei più duro d'un bue". E gli sputo' ancora addosso... Inutili i commenti. Ogni parola suonerebbe ironia...»
(dall'articolo "Assassini!" pubblicato su "Gli Scamiciati" di Pegli il 9 aprile 1921, serie II, num.12, pag.2)
Non essendovi nessun agente tutto procedette nel massimo ordine.»
(da un articolo del Libertario del 7 aprile 1921)
Tre mesi dopo la morte del Carnesecchi, il 21 luglio 1921, la Provincia della Spezia sarà teatro dei famosi fatti di Sarzana, a dimostrare che comunque il "sovvertivismo" e l'antifascismo nello spezzino erano ancora ben vivi. In questa occasione, però, i carabinieri, caso unico in Italia, si schierarono a fianco del Fronte unito Arditi del Popolo (nelle cui file c'era Umberto Marzocchi) e impartirono una severa lezione agli squadristi. Giorni dopo gli stessi carabinieri dovettero invece andare ad arrestare gli Arditi del Popolo assieme ai quali avevano sconfitto i fascisti.